# Tœufles
Tœufles is een gemeente in het Franse departement Somme (regio Hauts-de-France) en telt 313 inwoners (1999). De plaats maakt deel uit van het arrondissement Abbeville en, sinds 13 februari 2020, van het regionale natuurpark Baie de Somme - Picardië. 

## Geografie
De oppervlakte van Tœufles bedraagt 8,8 km², de bevolkingsdichtheid is 35,6 inwoners per km².
De gemeente telt drie gehuchten:
- Bellavesne;
- Rogeant, bron van de Trie;
- Chaussoy waar een groeve lang het materiaal heeft geleverd voor de vele middeleeuwse stenen kruisen van Vimeu.

De onderstaande kaart toont de ligging van Tœufles met de belangrijkste infrastructuur en aangrenzende gemeenten.

## Demografie
Onderstaande figuur toont het verloop van het inwonertal (bron: INSEE-tellingen).